# Happy Xmas (Eric Clapton)
Happy Xmas è il ventunesimo album in studio di Eric Clapton, si tratta di un album natalizio, è stato pubblicato nel 2018.

## Tracce
1. White Christmas – 2:58
2. Away in a Manger (Once in Royal David's City) – 4:44
3. For Love on Christmas Day – 3:36
4. Everyday Will Be Like a Holiday – 3:38 (William Bell, Booker T. Jones)
5. Christmas Tears – 4:22 (R.C. Wilson, Sonny Thompson)
6. Home for the Holidays – 4:00 (Anthony Hamilton, Kelvin Wooten)
7. Jingle Bells (In Memory of Avicii) – 5:58
8. Christmas in My Hometown – 2:51 (Wayne P. Walker, Max Powell)
9. It's Christmas – 4:43
10. Sentimental Moments – 4:06
11. Lonesome Christmas – 3:51 (Lloyd Glenn, Lowell Fulson)
12. Silent Night – 4:02 (Franz Xaver Gruber, Joseph Mohr, John Freeman Young)
13. Merry Christmas Baby – 4:11 (Lou Baxter, Johnny Moore)
14. Have Yourself a Merry Little Christmas – 3:31 (Ralph Blane, Hugh Martin)